# 秋田季春
秋田 季春（あきた すえはる、文政元年10月11日（1818年11月9日） - 明治33年（1900年）3月14日）は、江戸時代末期から明治維新の陸奥国三春藩執政。幼名は安東孝松。通称は主税のちに千柄。静臥と号した。歌人としても知られる。

## 生涯
三春藩主秋田孝季の次男として生まれる。母は戒輪院。慶応元年（1865年）5月兄の肥季の死後、跡を継いだその子の秋田映季に執政として後見をし藩政をみる。戊辰戦争では当初奥羽越列藩同盟側にあったが戦い不利と悟り、密使を送り新政府側に帰順、藩主映季とともに板垣退助を迎えた。会津藩攻めに藩士松井惟睡を従軍させ、降服後の会津藩主松平容保父子の幽居を警護させた。明治2年（1869年）大参事となる。廃藩置県となり、東京に移住。明治33年（1900年）、83歳で没した。墓所は青山墓地。